# Étoile de Bessèges 2014
La 44.ª edición de la Étoile de Bessèges tuvo lugar del 5 de febrero al 9 de febrero de 2014 con un recorrido de 622,7 km entre Bellegarde y Alès.
La carrera formó parte del UCI Europe Tour 2013-2014, dentro de la categoría 2.1, siendo la tercera prueba de dicho calendario.
El ganador final fue Tobias Ludvigsson (vencedor de la última etapa contrarreloj y vencedor de la clasificación de los jóvenes). Le acompañaron en el podio Jérôme Coppel y John Degenkolb respectivamente.
En las otras clasificaciones secundarias se impusieron John Degenkolb (puntos), Clément Koretzky (montaña), y Team Giant-Shimano (equipos).

## Equipos participantes
Tomaron parte en la carrera 20 equipos: 5 equipos de categoría UCI ProTour; 8 de categoría Profesional Continental; y 7 de categoría Continental. Formando así un pelotón de 159 ciclistas, con 8 corredores cada equipo (excepto el Bardiani CSF que salió con 7).
| N.º     | Equipo                       | Cód. UCI | Categoría               |
| ------- | ---------------------------- | -------- | ----------------------- |
| 1-8     | FDJ.fr                       | FDJ      | UCI ProTeam             |
| 11-18   | CCC Polsat Polkowice         | CCC      | Profesional Continental |
| 21-28   | Cofidis, Solutions Crédits   | COF      | Profesional Continental |
| 31-38   | Lotto Belisol                | LTB      | UCI ProTeam             |
| 41-48   | Team Europcar                | EUC      | UCI ProTeam             |
| 51-58   | Caja Rural-Seguros RGA       | CJR      | Profesional Continental |
| 61-68   | Ag2r La Mondiale             | ALM      | UCI ProTeam             |
| 71-78   | Giant-Shimano                | GIA      | UCI ProTeam             |
| 81-88   | Colombia                     | COL      | Profesional Continental |
| 91-98   | Wallonie-Bruxelles           | WBC      | Continental             |
| 102-110 | Bretagne-Séché Environnement | BSE      | Profesional Continental |
| 111-118 | Wanty-Groupe Gobert          | WGG      | Profesional Continental |
| 121-128 | BigMat-Auber 93              | BIG      | Continental             |
| 131-138 | Topsport Vlaanderen-Baloise  | TSV      | Profesional Continental |
| 141-147 | Roubaix Lille Métropole      | RLM      | Continental             |
| 151-158 | Bardiani CSF                 | BAR      | Profesional Continental |
| 161-168 | La Pomme Marseille           | LPM      | Continental             |
| 171-178 | An Post-ChainReaction        | SKT      | Continental             |
| 181-188 | Verandas Willems             | WIL      | Continental             |
| 191-198 | Itera-Katusha                | TIK      | Continental             |

## Etapas
| Etapa    | Fecha        | Recorrido                   | km       | Ganador           | Líder             |
| -------- | ------------ | --------------------------- | -------- | ----------------- | ----------------- |
| 1ª etapa | 5 de febrero | Bellegarde-Beaucaire        | 154      | Sander Helven     | Sander Helven     |
| 2ª etapa | 6 de febrero | Nîmes-Saint-Ambroix         | 149      | Nacer Bouhanni    | Sander Helven     |
| 3ª etapa | 7 de febrero | Bessèges-Bessèges           | 152      | Bryan Coquard     | Sander Helven     |
| 4ª etapa | 8 de febrero | Goudargues-Laudun-l'Ardoise | 156      | Bryan Coquard     | Sander Helven     |
| 5ª etapa | 9 de febrero | Alès-Alès                   | 11 (CRI) | Tobias Ludvigsson | Tobias Ludvigsson |

## Clasificaciones finales

### Clasificación general
| Posición | Ciclista           | Equipo                       | Tiempo           |
| -------- | ------------------ | ---------------------------- | ---------------- |
|          | Tobias Ludvigsson  | Team Giant-Shimano           | 14 h 43 min 35 s |
| 2        | Jérôme Coppel      | Cofidis                      | a 4 s            |
| 3        | John Degenkolb     | Team Giant-Shimano           | a 5 s            |
| 4        | Benoît Jarrier     | Bretagne-Séché Environnement | a 7 s            |
| 5        | Arthur Vichot      | FDJ.fr                       | m.t.             |
| 6        | Jérémy Roy         | FDJ.fr                       | a 14 s           |
| 7        | Tony Gallopin      | Lotto-Belisol                | a 23 s           |
| 8        | Rein Taaramäe      | Cofidis                      | a 33 s           |
| 9        | Frederik Veuchelen | Wanty-Groupe Gobert          | a 36 s           |
| 10       | Sander Helven      | Topsport Vlaanderen-Baloise  | m.t.             |

### Clasificación de la montaña
| Posición | Ciclista         | Equipo                       | Puntos |
| -------- | ---------------- | ---------------------------- | ------ |
|          | Clément Koretzky | Bretagne-Séché Environnement | 28     |
| 2        | Arthur Vichot    | FDJ.fr                       | 22     |
| 3        | Rémy Di Gregorio | Team La Pomme Marseille      | 20     |

### Clasificación de los sprints
| Posición | Ciclista       | Equipo                       | Puntos |
| -------- | -------------- | ---------------------------- | ------ |
|          | John Degenkolb | Team Giant-Shimano           | 65     |
| 2        | Bryan Coquard  | Team Europcar                | 62     |
| 3        | Romain Feillu  | Bretagne-Séché Environnement | 34     |

### Clasificación de los jóvenes
| Posición | Ciclista          | Equipo                      | Tiempo           |
| -------- | ----------------- | --------------------------- | ---------------- |
|          | Tobias Ludvigsson | Team Giant-Shimano          | 14 h 43 min 35 s |
| 2        | Bryan Coquard     | Team Europcar               | a 42 s           |
| 3        | Yves Lampaert     | Topsport Vlaanderen-Baloise | a 48 s           |

### Clasificación por equipos
| Posición | Equipo             | Tiempo           |
| -------- | ------------------ | ---------------- |
|          | Team Giant-Shimano | 44 h 11 min 49 s |
| 2        | Cofidis            | a 6 s            |
| 3        | Bardiani CSF       | a 28 s           |

## Evolución de las clasificaciones
| Etapa (Vencedor)                   | Clasificación general Maillot corail | Clasificación por puntos Maillot jaune | Clasificación de la montaña Maillot bleu | Clasificación de los jóvenes Maillot blanc | Clasificación por equipos    |
| ---------------------------------- | ------------------------------------ | -------------------------------------- | ---------------------------------------- | ------------------------------------------ | ---------------------------- |
| 1.ª etapa (Sander Helven)          | Sander Helven                        | Sander Helven                          | Laurens De Vreese                        | Michael Goolaerts                          | Topsport Vlaanderen-Baloise  |
| 2.ª etapa (Nacer Bouhanni)         | Sander Helven                        | Sander Helven                          | Laurens De Vreese                        | Marcus Christie                            | Bretagne-Séché Environnement |
| 3.ª etapa (Bryan Coquard)          | Sander Helven                        | Nacer Bouhanni                         | Arthur Vichot                            | Bryan Coquard                              | Bretagne-Séché Environnement |
| 4.ª etapa (Bryan Coquard)          | Sander Helven                        | John Degenkolb                         | Clément Koretzky                         | Bryan Coquard                              | Bretagne-Séché Environnement |
| 5ª etapa (CRI) (Tobias Ludvigsson) | Tobias Ludvigsson                    | John Degenkolb                         | Clément Koretzky                         | Tobias Ludvigsson                          | Team Giant-Shimano           |
| Clasificación final                | Tobias Ludvigsson                    | John Degenkolb                         | Clément Koretzky                         | Tobias Ludvigsson                          | Team Giant-Shimano           |